# Frédéric Hexamer
Frédéric Hexamer,(París , 1847-1924) fue un escultor francés. 

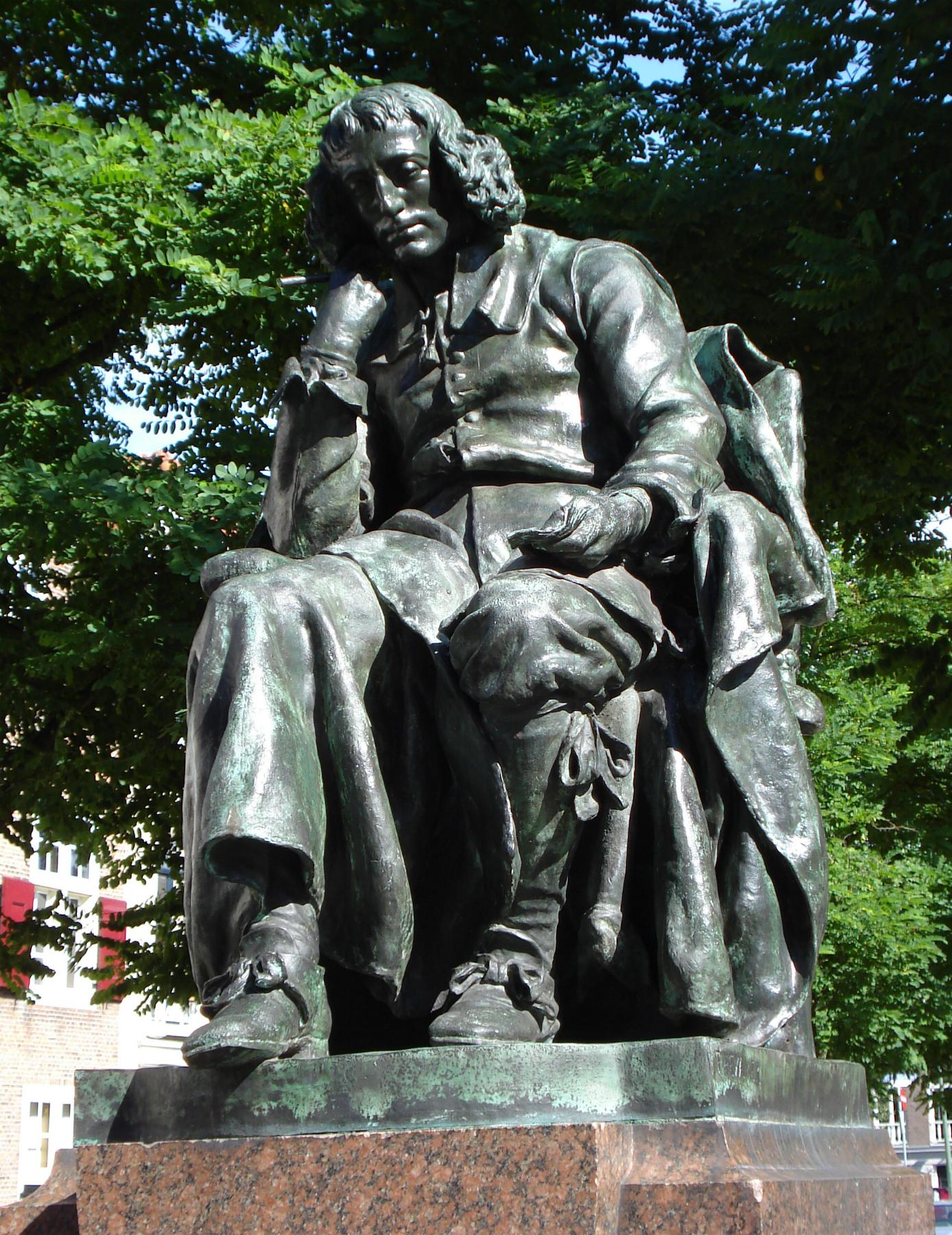
retrato de Spinoza en La Haya (1880).

## Vida y obra
Fue alumno del escultor Auguste Dumont
Como escultor estuvo especializado en el retrato.
Es el autor de la escultura a Baruch Spinoza que se encuentra en Paviljoensgracht , en el distrito Centro de La Haya.
Encargada porde las autoridades de La Haya, Van Vloten fue el director del Comité que dirimió el concurso. Las bases del mismo señalaban la búsqueda de una escultura bajo el título Spinoza de blijde boodschapper der mondige menschheid, es decir:Spinoza, el mensajero de la humanidad emancipada, feliz
Fue instalada originalmente el 14 de septiembre de 1880 cuando el escultor contaba 33 años.
Se trata de un monumento realizado en bronce, que representa al filósofo holandés, de origen sefardí portugués. Le representa en una figura de cuerpo entero, sentado sobre una silla con reposa brazos, en actitud de meditación. La estatua se asienta sobre un pedestal de granito rojo. 
Otro ejemplo de su labor como retratista lo encontramos en el 	
Buste au naturel d'un homme en redingote , obra de 1895, realizada mediante el modelado en barro y posteriormente horneada
Estuvo a cargo del Estudio Haviland en Auteuil, dedicado a la producción de cerámicas. En los últimos años de su vida se vio influenciado por el art déco.